# Samuel Kunz
Samuel Kunz (Rusland, 21 augustus 1921 - Bonn, 18 november 2010) was een Duitstalige Rus die tijdens de Tweede Wereldoorlog in het vernietigingskamp Belzec bewaker was. 

## Werkzaamheid
Kunz was een Wolga-Duitser. In eerste instantie diende hij het Rode Leger tijdens de Tweede Wereldoorlog, maar toen hij werd opgepakt door de Wehrmacht werd hem de keuze gesteld: in krijgsgevangenschap blijven in de gevangenis van Chełm of collaboreren met de nazi's. Kunz koos voor dat laatste en kreeg een training van de SS in Kamp Trawniki, samen met nog 5.000 andere krijgsgevangenen onder wie John Demjanjuk. Na deze training ging hij werken in het vernietigingskamp Belzec, waar slachtoffers van de nazi's in de gaskamers werden vergast.
In de periode mei en juni 1943 heeft Kunz persoonlijk nog acht personen gedood. In juli 1943 doodde Kunz nog twee personen die hadden geprobeerd te vluchten uit een van de treinen. Uiteindelijk heeft Kunz minstens tien personen eigenhandig vermoord.
Eind 1943 werd concentratiekamp Belzec gesloten en ging Kunz vervolgens werken in concentratiekamp Flossenbürg in Beieren waar hij aan het einde van de Tweede Wereldoorlog werd opgepakt door het Amerikaanse leger. Na de oorlog werd aan Kunz de Duitse nationaliteit verleend en hij verhuisde naar een dorpje net buiten Bonn waar hij jarenlang een ongestoord leven leidde als ambtenaar, timmerman in het Ministerie van Bouw.

## Na de oorlog
Kunz werd na de oorlog wel in 1969, 1975 en 1980 ondervraagd als getuige van de oorlogsmisdaden in kamp Belzec, maar nooit als verdachte beschouwd. Pas in juli 2010 werd hij gearresteerd en aangeklaagd voor de moord op 430.000 Joden en het eigenhandig vermoorden van 10 personen in het vernietigingskamp Belzec, nadat zijn naam was opgedoken in het proces van John Demjanjuk.
Kunz overleed op 89-jarige leeftijd op 18 november 2010 nog vóórdat hij berecht kon worden en nog vóórdat er een datum voor de zitting was gepland. De rechtbank in Bonn maakte het overlijden van Kunz bekend op 22 november 2010.